# Przewalskia shebbearei
Przewalskia shebbearei är en potatisväxtart som först beskrevs av C. Fischer, och fick sitt nu gällande namn av Valery Ivanovich Grubov. Przewalskia shebbearei ingår i släktet Przewalskia och familjen potatisväxter. Inga underarter finns listade i Catalogue of Life.